# Wheatland (Missouri)
Wheatland is een plaats (city) in de Amerikaanse staat Missouri, en valt bestuurlijk gezien onder Hickory County.

## Demografie
Bij de volkstelling in 2000 werd het aantal inwoners vastgesteld op 388.
In 2006 is het aantal inwoners door het United States Census Bureau geschat op 401, een stijging van 13 (3,4%).

## Geografie
Volgens het United States Census Bureau beslaat de plaats een oppervlakte van
0,9 km², geheel bestaande uit land. Wheatland ligt op ongeveer 307 m boven zeeniveau.

## Plaatsen in de nabije omgeving
De onderstaande figuur toont nabijgelegen plaatsen in een straal van 20 km rond Wheatland.

## Geboren
- Mike Parson (1955), gouverneur van Missouri